# Стоппи

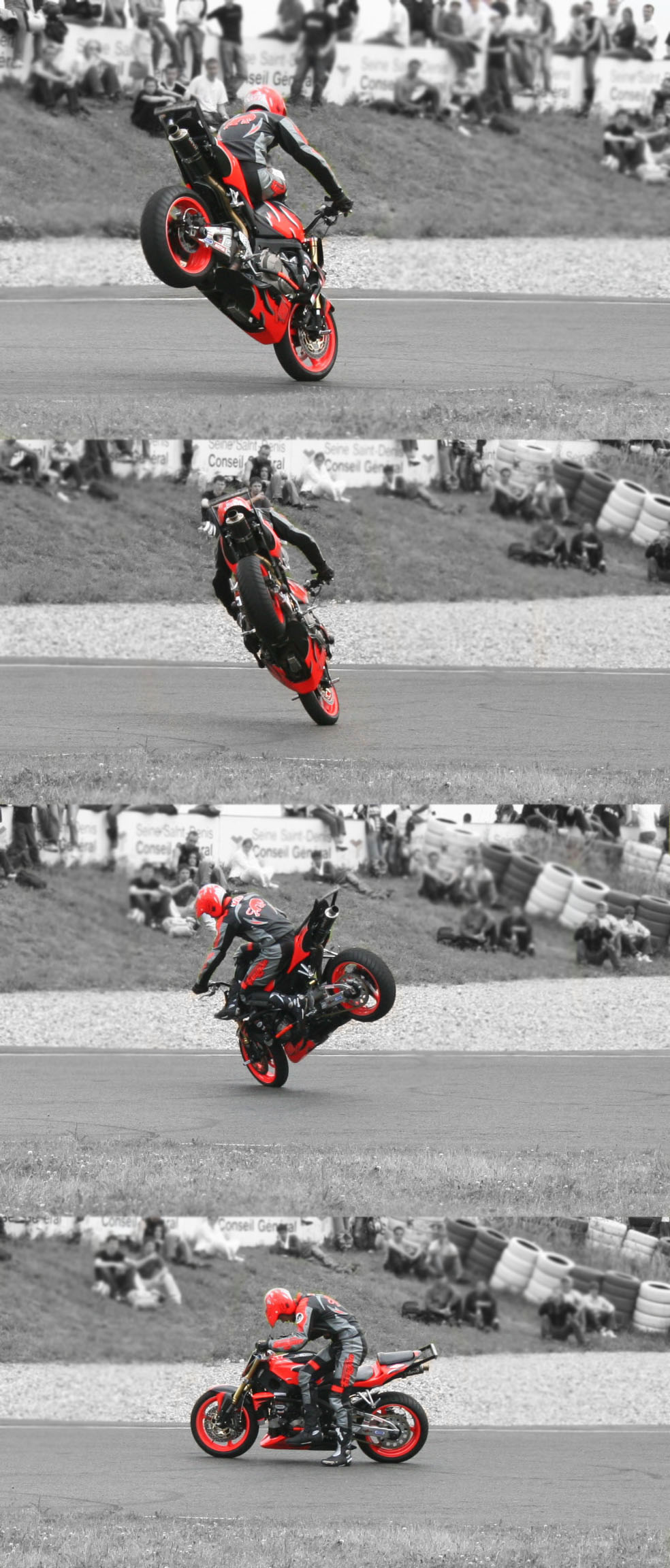
Выполнение стоппи с разворотом

Стоппи — трюк, исполняемый на велосипеде или мотоцикле, при котором заднее колесо поднято, и мотоцикл или велосипед едет или стоит на переднем колесе за счет точного применения переднего тормоза.

## Описание
Трюк выполняется за счет последовательного торможения передним тормозом и переноса массы тела вперед. Затем велосипедист/мотоциклист управляет балансом с максимально поднятым задним колесом при помощи перемещения центра тяжести. Если переднего тормоза нет, опытный гонщик может тормозить переднее колесо ногой, прижимая ступню к покрышке. Также при отсутствии переднего тормоза трюк может выполняться с помощью бордюра, если колесо достаточно маленькое, чтобы не заехать на бордюр.